# Фолющикі
Фолющикі (пол. Foluszczyki) — село в Польщі, у гміні Ґалевиці Верушовського повіту Лодзинського воєводства.
Населення — 125 осіб (2011).
У 1975-1998 роках село належало до Каліського воєводства.

## Демографія
Демографічна структура станом на 31 березня 2011 року:
|          | Загалом | Допрацездатний вік | Працездатний вік | Постпрацездатний вік |
| -------- | ------- | ------------------ | ---------------- | -------------------- |
| Чоловіки | 59      | 15                 | 36               | 8                    |
| Жінки    | 66      | 14                 | 38               | 14                   |
| Разом    | 125     | 29                 | 74               | 22                   |